# Đỗ Ngọc Lâm
Đỗ Ngọc Lâm (chữ Hán: 杜玉林, ? – 1786), tự Ngưng Đài, người Kim Quỹ, Giang Tô , quan viên nhà Thanh.

## Cuộc đời
Năm Càn Long thứ 19 (1754), Ngọc Lâm trúng tiến sĩ, được thụ chức Hình bộ chủ sự, rồi thăng làm Lang trung. Sau đó được ra tỉnh thụ chức Giang Tây Nam Khang tri phủ, thêm 3 lần thăng chức thì làm đến Tứ Xuyên bố chánh sứ.
Năm thứ 44 (1779), Ngọc Lâm được cất nhắc về kinh sư nhận chức Hình bộ thị lang. Năm thứ 45 (1780), Ngọc Lâm nhận mệnh đi Tứ Xuyên, xét vụ khiếu kiện của người Hội Lý Châu  là Sa Kim Phượng, tố cáo anh trai là thổ tư Sa Kim Long chiếm ruộng. Thẩm án xong, Kim Phượng lên kinh kháng cáo, sau đó phúc thẩm không thay đổi kết luận chia ruộng của Ngọc Lâm, nhưng cho rằng về tình thì chưa trọn, còn nói tri châu Từ Sĩ Huân đáng bị hặc tội, nhưng ông nể tình đồng hương không hỏi. Triều thần đề nghị giáng chức Ngọc Lâm, nên Càn Long đế cho ông thụ chức Công bộ thị lang, vẫn coi việc Hình bộ. Ngay sau đó Ngọc Lâm được trở về Hình bộ, luân phiên đi Hồ Nam - Bắc, Giang Nam thẩm án. Kẻ hầu của thượng thư Phúc Long An đánh chết người phu dịch, hối lộ cho người khác nhận tội thay, Ngọc Lâm không xét ra, bị giáng phải mặc áo mũ tam phẩm. Ngay sau đó được nhận lại phẩm trật .
Năm thứ 50 (1785), Ngọc Lâm liên lụy vụ án Hải Thăng giết vợ, bị đày làm lính thú ở Y Lê . Năm sau, Ngọc Lâm được triệu trở lại kinh sư, thụ chức Hình bộ lang trung, về đến Kính Châu  thì mất.
Ngọc Lâm được sử cũ xếp vào nhóm quan viên giỏi xử án, từng nói: “Hình pháp đã định thì không thay đổi . Sửa luật lệ giống như khéo chữa bệnh, quý ở chỗ không phụ thuộc vào sách thuốc, mà tìm ra nguồn gốc gây bệnh. Không làm như thế thì chẳng thể trị dân.”